# Santiago Silvera
Santiago Silvera (Barranquilla, Atlántico, Colombia; 22 de octubre de 1979) es un exfutbolista colombiano. Jugaba de delantero.

## Clubes
| Club                   | País      | Año         |
| ---------------------- | --------- | ----------- |
| Atlético Veragüense    | Panamá    | 2003 - 2004 |
| Atlético Huila         | Colombia  | 2004        |
| Deportivo Pasto        | Colombia  | 2005        |
| Junior de Barranquilla | Colombia  | 2005        |
| Real Cartagena         | Colombia  | 2006        |
| Envigado F. C.         | Colombia  | 2007        |
| The Strongest          | Bolivia   | 2008        |
| Envigado F. C.         | Colombia  | 2008        |
| Atlético Bucaramanga   | Colombia  | 2009        |
| Unión Magdalena        | Colombia  | 2010        |
| Atlético Bucaramanga   | Colombia  | 2011        |
| Unión Magdalena        | Colombia  | 2012        |
| Zulia Fútbol Club      | Venezuela | 2013        |

## Palmarés

### Campeonatos nacionales
| Título              | Club           | País     | Año  |
| ------------------- | -------------- | -------- | ---- |
| Categoría Primera B | Envigado F. C. | Colombia | 2007 |